# Caledonia-sziget

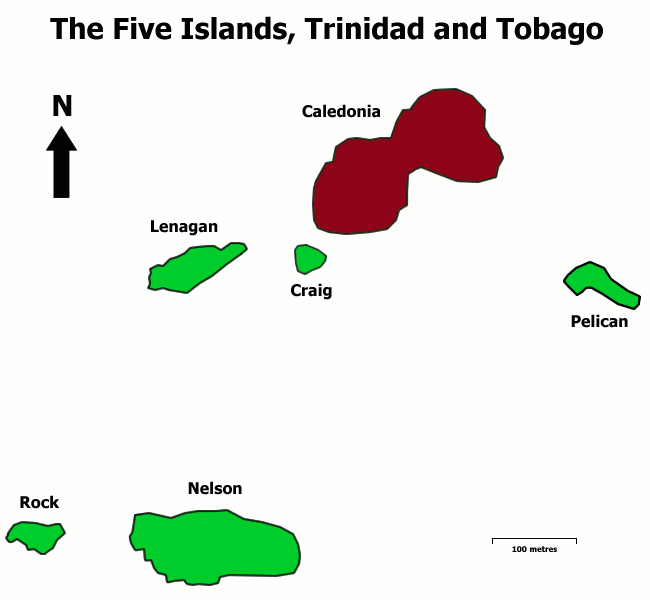
A sziget elhelyezkedése

A Caledonia-sziget Trinidad és Tobago köztársaságának egyik szigete. Az "Öt Sziget" hat szigetből álló szigetcsoportjának egyik tagja. Port of Spain-től nyugatra, a Paria-öbölben találgató.

## Fordítás
- Ez a szócikk részben vagy egészben  a   Caledonia Island című angol Wikipédia-szócikk fordításán alapul.  Az eredeti cikk szerkesztőit annak laptörténete sorolja fel. Ez a jelzés csupán a megfogalmazás eredetét és a szerzői jogokat jelzi, nem szolgál a cikkben szereplő információk forrásmegjelöléseként.